# ماهر صبری
ماهر صبری (انگلیسی: Maher Sabry؛ زادهٔ ۱۱ آوریل ۱۹۶۷) کارگردان فیلم اهل مصر است.
فیلم همه‌ی زندگی من شناخته‌شده‌ترین اثر اوست.